# Vaccinium caesariense
Vaccinium caesariense är en ljungväxtart som beskrevs av Mackenzie. Vaccinium caesariense ingår i Blåbärssläktet, och familjen ljungväxter. Inga underarter finns listade i Catalogue of Life.